# کونال روی کاپور
کونال روی کاپور (به انگلیسی: Kunaal Roy Kapur) بازیگر هندی است.
از فیلم‌هایی که وی در آن نقش داشته‌است می‌توان به بزن‌بهادر، دهلی بلی، کالاکندی، اظهر، راده شیام، حقه لعنتی! و عشق در هر فوت مربع اشاره کرد.